# اوتو نمسادزه
اوتو نمسادزه (به انگلیسی: Oto Nemsadze) (زاده ۱۸ ژوئن ۱۹۸۹) خواننده گرجستانی است.
او نماینده گرجستان در یوروویژن ۲۰۱۹ بود.